# Pasturo

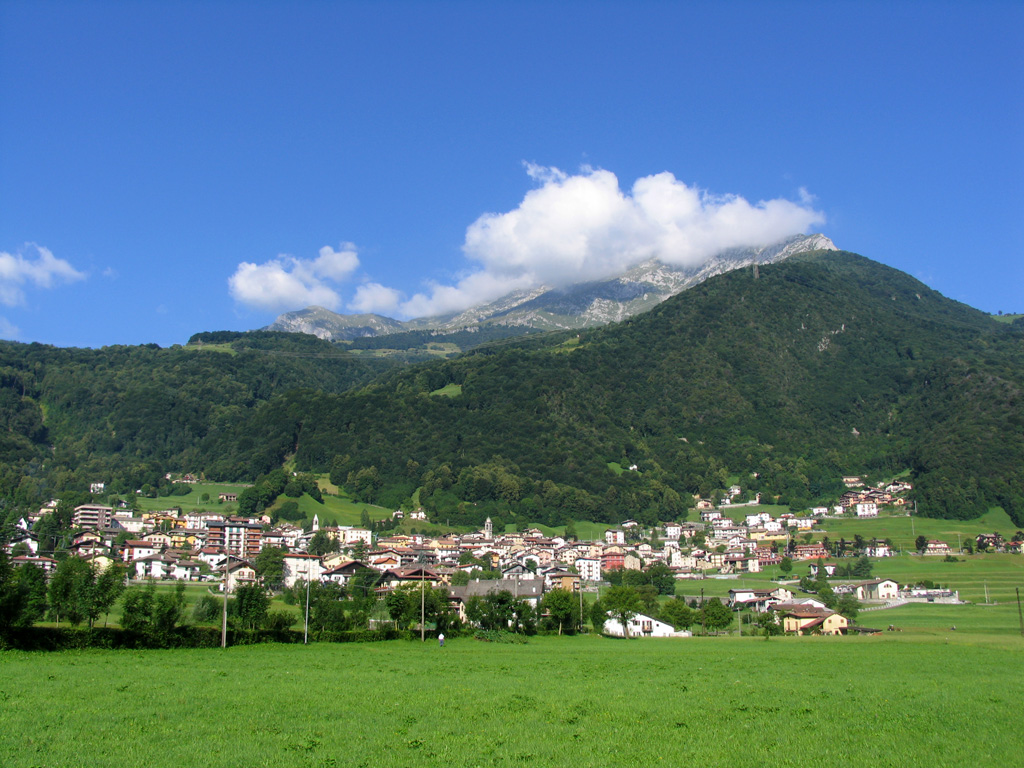
Pasturo

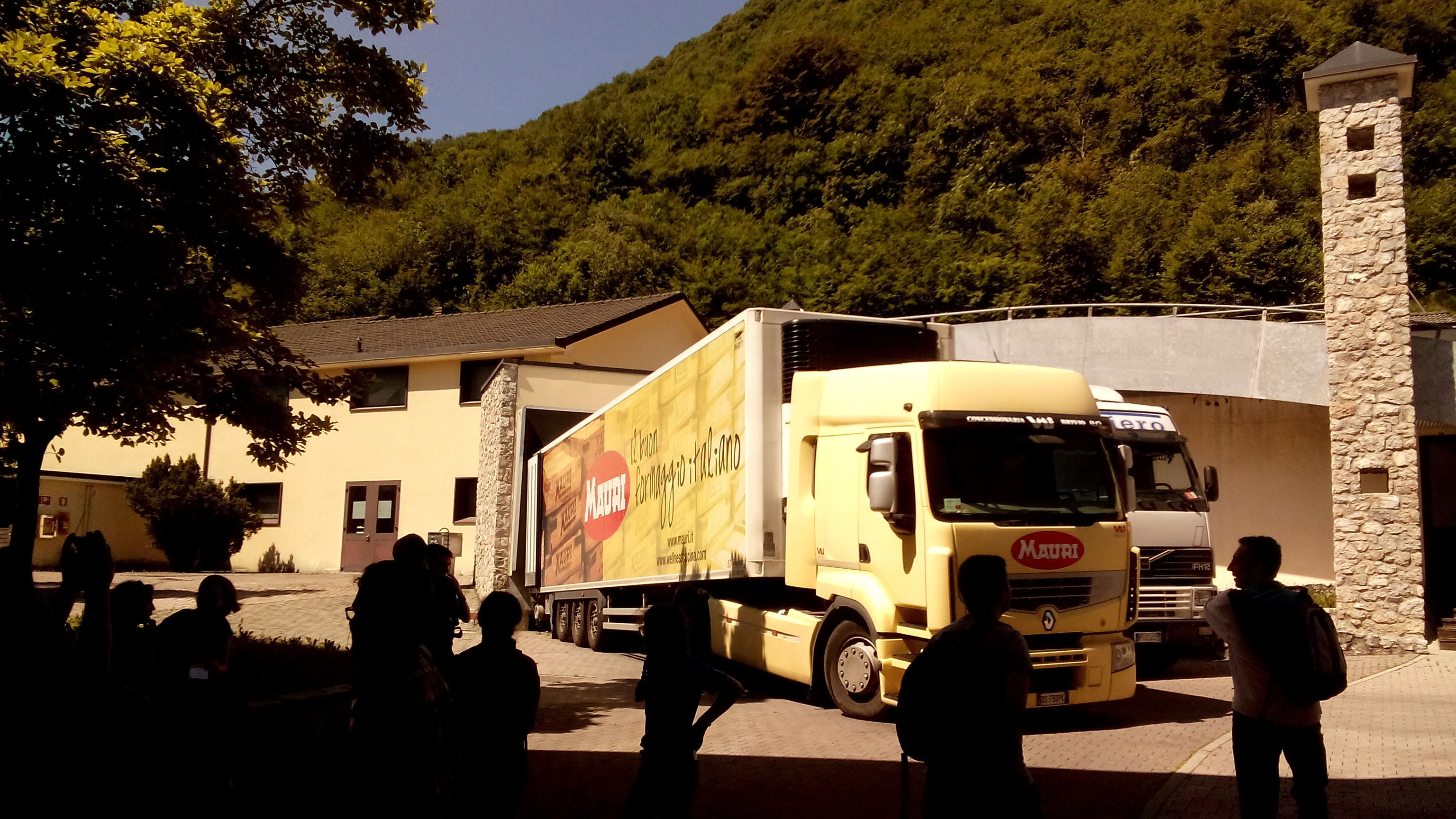
Käsefabrik Mauri

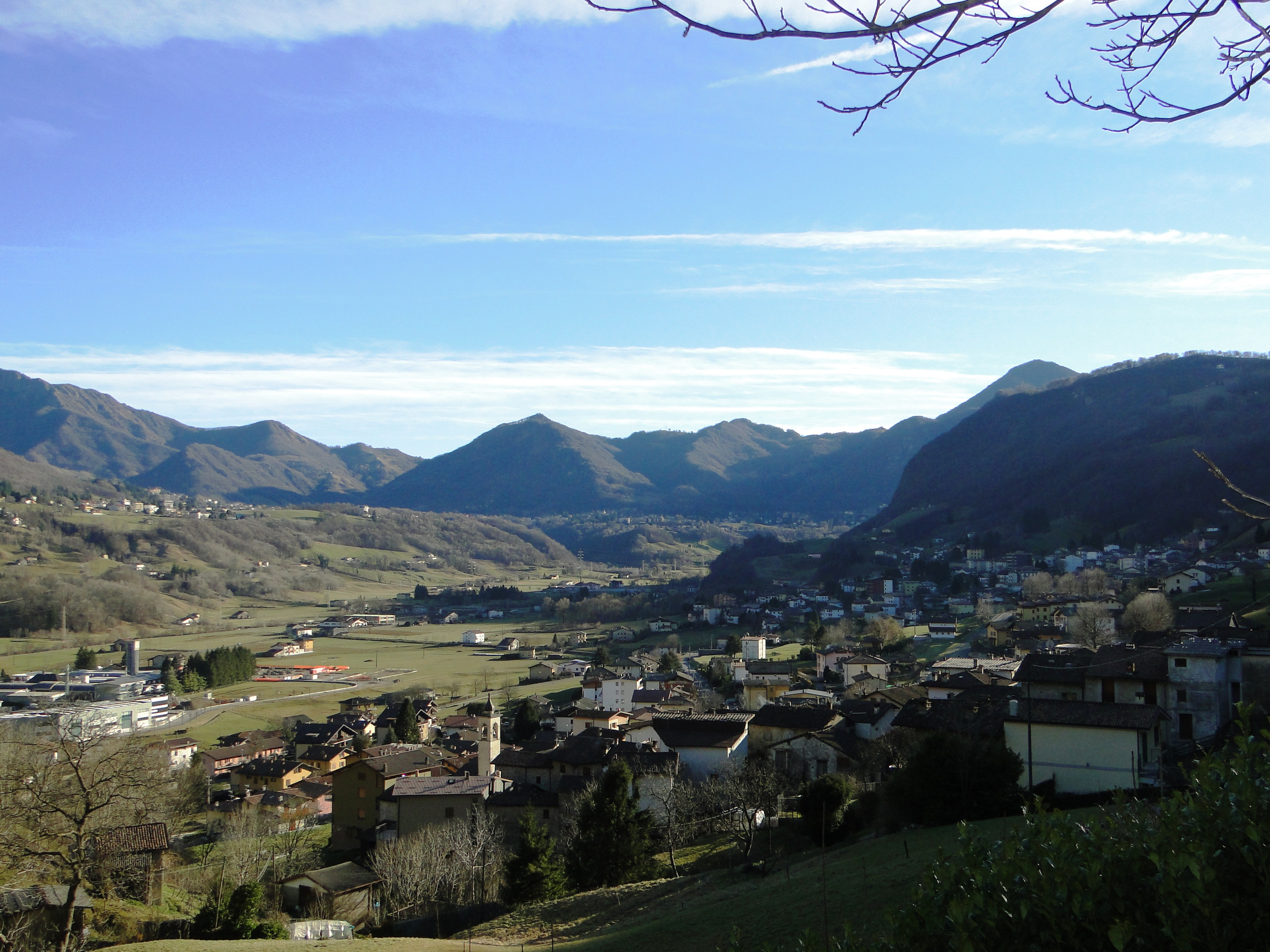
Fraktion Baiedo

Pasturo ist eine Gemeinde in der Provinz Lecco in der italienischen Region Lombardei mit 1972 Einwohnern (Stand 31. Dezember 2023).

## Geographie
Pasturo liegt etwa 11 km nördlich der Provinzhauptstadt Lecco und 60 km nordöstlich der Millionen-Metropole Mailand. Im Jahr 1971 hatte die Gemeinde Pasturo eine Fläche von 2.214 Hektar.
Die Nachbargemeinden sind Ballabio, Barzio, Cremeno, Esino Lario, Introbio, Mandello del Lario und Primaluna.

## Geschichte
Die Gemeinde Pasturo gehörte bereits in der Antike als Teil der Squadra di Mezzo zum Valsassina. Im Laufe des Jahres 1415 wurden die Bürgermeister und Prokuratoren der einzelnen Ländereien, die das Valsassina bildeten, darunter auch Pasturo, nach Mailand gerufen, um dem Herzog Filippo Maria Visconti die Treue zu schwören. Im Grundbuch des Herzogtums Mailand von 1558 und den nachfolgenden Aktualisierungen bis zum 17. Jahrhundert wird Pasturo unter den Ländereien von Valsassina aufgeführt. In einem Prospekt aus dem Jahr 1572 (Terre Ducato di Milano, 1572), in dem alle Ländereien des Herzogtums Mailand und andere, die für den Verkauf in Frage kommen aufgeführt sind, wird Pastura (Pasturo) unter den infrascritte comuni von Valsassina genannt. Aus den vom Provinzbürgermeister Michel’Angelo Manzone im 18. Jahrhundert gesammelten Gewohnheitsregeln über die Regierung des Valsassina und aus den Antworten auf die 45 Anfragen der königlichen Volkszählungsbehörde im Jahr 1751 geht hervor, dass Pasturo in der squadra di Mezzo eine der Gemeinden (oder Gemeinschaften, aber auch einfach als Land oder Ort bezeichnet) war, die der allgemeinen Gemeinde des Valsassina untergeordnet und unterworfen waren.
Nach dem vorübergehenden Zusammenschluss der lombardischen Provinzen mit dem Königreich Sardinien wurde die Gemeinde Pasturo mit 898 Einwohnern, die von einem 15-köpfigen Gemeinderat und einem 2-köpfigen Stadtrat verwaltet wird, auf der Grundlage der durch das Gesetz vom 23. Oktober 1859 geschaffenen territorialen Aufteilung in den Bezirk II von Introbbio, Bezirk III von Lecco, Provinz Como, eingegliedert. Bei der Verfassung des Königreichs Italien im Jahr 1861 hatte die Gemeinde 911 Einwohner (Volkszählung 1861). Nach dem Gemeindegesetz von 1865 wurde die Gemeinde von einem Bürgermeister, einer Junta und einem Rat verwaltet. Im Jahr 1867 wurde die Gemeinde in denselben Bezirk, Kreis und dieselbe Provinz eingegliedert (Verwaltungsbezirk 1867). Im Jahr 1924 wurde die Gemeinde in den Bezirk Lecco der Provinz Como eingegliedert. Nach der Gemeindereform im Jahr 1926 wurde die Gemeinde von einem Podestà verwaltet. Im Jahr 1927 wurde die aufgelöste Gemeinde Baiedo mit der Gemeinde Pasturo zusammengelegt. Nach der Gemeindereform von 1946 wurde die Gemeinde Pasturo von einem Bürgermeister, einer Junta und einem Rat verwaltet.

## Bevölkerungsentwicklung
| Bevölkerungsentwicklung | Bevölkerungsentwicklung | Bevölkerungsentwicklung | Bevölkerungsentwicklung | Bevölkerungsentwicklung | Bevölkerungsentwicklung | Bevölkerungsentwicklung | Bevölkerungsentwicklung | Bevölkerungsentwicklung | Bevölkerungsentwicklung | Bevölkerungsentwicklung | Bevölkerungsentwicklung | Bevölkerungsentwicklung | Bevölkerungsentwicklung |
| ----------------------- | ----------------------- | ----------------------- | ----------------------- | ----------------------- | ----------------------- | ----------------------- | ----------------------- | ----------------------- | ----------------------- | ----------------------- | ----------------------- | ----------------------- | ----------------------- |
| Jahr                    | 1861                    | 1871                    | 1881                    | 1911                    | 1931                    | 1951                    | 1961                    | 1971                    | 1981                    | 1991                    | 2001                    | 2011                    | 2022                    |
| Einwohner               | 1123                    | 1059                    | 1096                    | 1251                    | 1273                    | 1223                    | 1211                    | 1301                    | 1345                    | 1498                    | 1756                    | 1961                    | 1939                    |
| Quelle: ISTAT           |                         |                         |                         |                         |                         |                         |                         |                         |                         |                         |                         |                         |                         |

## Feste und Sehenswürdigkeiten
- In Pasturo:
- Kirche Sant’Eusebio befindet sich auf dem Hauptplatz des Dorfes und ihr Glockenturm hat fünf Glocken. Im Inneren befinden sich Werke von Luigi Tagliaferri, den Aliprandi und Aloisio Reali sowie eine Reihe von Fresken, die zwischen dem Ende des 14. Jahrhunderts und dem darauf folgenden Jahrhundert gemalt wurden. Die gotischen Gemälde zeigen Julian den Hospitalier, wie er aus Versehen seine Eltern tötet; im Hintergrund: die Madonna mit dem Kind, zwischen der Heiligen Katharina von Alexandria, dem Heiligen Ambrosius, dem Heiligen Antonius Abt und einem anderen Heiligen.
- Vor dem Hauptplatz befindet sich ein weiterer Platz, auf dem das Rathaus und die Wallfahrtskirche Madonna della Cintura stehen.[2]
- Eines der alten Gerichtsgebäude beherbergt eine Madonna mit den Heiligen Sebastian und Rocco, die im 16. Jahrhundert von dem Maler Franco Gerone aus Valsolda mit Fresken versehen wurde[3] und Fest des Ortspatrons Eusebius von Vercelli am 2. August (Sagra).

In Baiedo:
- Kirche San Pietro Martire[4]
- Kirche Sant’Andrea.
- Rocca di Baiedo. Obwohl die Burg vermutlich bereits in Römerzeit befestigt war, stammen die ersten historischen Belege aus dem Jahr 975 aus einem Pergament, in dem castrum qui dicitur Baliado erwähnt wird. Um das Jahr 1000 war es im Besitz der Gräfin Ferlenda aus Lecco. Ab dem 12. Jahrhundert gelangte die Burg in den Besitz der Familie Della Torre, die sie bis 1335 behielt, als Azzone Visconti die Festung und das gesamte Tal unter die Kontrolle seiner Familie stellte. Im Jahr 1447 fielen die Truppen der Republik Venedig in das Valsassina ein und belagerten Lecco. Als die Belagerung durch die Ankunft von Truppen aus Mailand abgebrochen wurde, erhoben sich die Bewohner des Tals und die Venezianer verbarrikadierten sich in der Burg der Rocca di Baiedo und behielten die Kontrolle über den Handel im Tal. Sie wurden erst 1452 von Francesco I. Sforza nach einjähriger Belagerung vertrieben. Eine Erweiterung des Schlosses, die bereits von Leonardo da Vinci im Codex Atlanticus vorgeschlagen wurde, wurde Ende des 15. Jahrhunderts von Simone Arrigoni durchgeführt. Sie wurde 1513 während eines Volksaufstandes gegen die französischen Truppen, die die Festung besetzt hielten, zerstört und ist heute nur noch ein Trümmerhaufen.

## Industrie
- Käsefabrik Mauri[5]